# 44식 기병총
44식 기병총(일본어: 四四式騎銃 욘욘시키 기쥬[*], Type 44 Cavalry Rifle, Type 44 Carbine)은 기병대에서 쓸 목적으로 변형시킨 일본제국 육군의 38식 기병총을 개량한 후기 소총이다. 말 위에서의 근접전을 고려하여 기본적으로 접거나 펼칠 수 있는 꼬챙이형의 총검이 달려있는 것이 특징이다. 1911년에 개발되고 생산과 전선 배치가 이루어진 1912년부터 1945년까지 9만 1천 9백정이 생산되었다. 그리고 제2차 세계 대전이 끝난 직후에는 일본자위대의 초기 무기로 쓰였다.
30식 소총과 마찬가지로 6.5x50mm 30식 탄약을 쓰며, 탄약은 내장된 5발들이 탄창에 클립을 통해 급탄된다.

## 같이 보기
- 38식 보병총